# Argetoaia
Argetoaia là một xã thuộc hạt Dolj, România. Dân số thời điểm năm 2002 là 4919 người.